# Liste des cours d'eau de Saint-Pierre-et-Miquelon
Cet article recense les cours d'eau de Saint-Pierre-et-Miquelon.

## Méthodologie
Sur chaque île, les cours d'eau sont listés dans le sens des aiguilles d'une montre, en partant du nord.

## Île Saint-Pierre
- Ruisseau Patural

## Miquelon

### Grande Miquelon
- Ruisseau du Chapeau
- Ruisseau de la Carcasse de l'Est
- Ruisseau de Terre Grasse
  - Ruisseau du Trou Hangar
  - Petit Ruisseau
- Ruisseau à Blondin
- Ruisseau des Godiches
- Ruisseau de la Demoiselle
- Ruisseau à Sylvain
- Ruisseau de l'Étang de la Loutre
- Ruisseau du Nordet
- Ruisseau du Milieu
- Ruisseau de la Presqu'île
- Ruisseau de la Mère Durand
- Ruisseau de la Pointe au Cheval
- Ruisseau Creux
- Ruisseau du Renard
- Ruisseau de la Carcasse
  - Ruisseau du Foin au Curé
  - Ruisseau du Foin à Raymond
  - Ruisseau du Foin à Bancal
- Ruisseau des Éperlans
- Ruisseau du Petit Cap

### Langlade
- Belle Rivière
  - Ruisseau des Mats
  - Fourche Droite
  - Fourche Gauche
- Ruisseau de l'Anse aux Soldats
- Ruisseau de l'Anse
- Ruisseau du Trou à la Baleine
- Ruisseau du Cap aux Voleurs
- Ruisseau Dolisie
  - Canal Noir
- Deuxième Ruisseau Maquine
- Premier Ruisseau Maquine
  - Ruisseau de la Cascade
- Ruisseau Clotaire
- Ruisseau Dupont
- Ruisseau de Cap Sauveur
- Ruisseau de l'Ouest
- Ruisseau Debons
  - Ruisseau Mouton
- Ruisseau de la Goélette

### Le Cap
- Ruisseau des Cosies
- Ruisseau Tabaron
- Ruisseau de l'Anse

### Sources
- GEOnet Names Server